# Општина Ленарт
Општина Ленарт (словен. Lenart) је једна од општина Подравске регије у држави Словенији. Седиште општине је градић Ленарт в Словенских Горицах.

## Природне одлике
Рељеф: Општина Ленарт налази се у североисточном делу Словеније, у словеначком делу Штајерске. Подручје општине припада области Словенских Горица, брдском крају познатом по виноградарству и справљању вина.
Клима: У општини влада умерено континентална клима.
Воде: У општини нема већих и значајнијих водотока, а подручје општине је у сливу Драве.

## Становништво
Општина Ленарт је средње густо насељена.

## Насеља општине
| - Виничка Вас - Граденшак - Долге Њиве - Замаркова - Заврх - Згорња Воличина - Згорњи Жерјавци - Ленарт в Словенских Горицах | - Лормање - Мочна - Надбишец - Радехова - Рогозница - Селце - Сподња Воличина - Сподње Партиње | - Сподњи Порчич - Сподњи Жерјавци - Страже - Храстовец в Словенских Горицах - Чрмљеншак - Шетарова |  |

## Додатно погледати
- Ленарт в Словенских Горицах